# Tuffi dalle grandi altezze ai campionati mondiali di nuoto 2025
Le competizioni di tuffi dalle grandi altezze ai campionati mondiali di nuoto 2025 si sono svolte dal 24 al 27 luglio 2025 nelle acque dell'isola di Sentosa, a Singapore.
Si sono disputate due gare, maschile e femminile, di 6 tuffi ciascuna.

## Calendario
| Data           | Ora (UTC+2) | Evento              |
| -------------- | ----------- | ------------------- |
| 24 luglio 2025 | 05:00       | Femminile tuffi 1-2 |
| 24 luglio 2025 | 08:00       | Maschile tuffi 1-2  |
| 25 luglio 2025 | 05:00       | Femminile tuffi 3-4 |
| 25 luglio 2025 | 08:00       | Maschile tuffi 3-4  |
| 26 luglio 2025 | 05:00       | Femminile tuffo 5   |
| 26 luglio 2025 | 06:00       | Femminile tuffo 6   |
| 27 luglio 2025 | 05:00       | Maschile tuffo 5    |
| 27 luglio 2025 | 06:00       | Maschile tuffo 6    |

## Podi
| Evento               | Oro                | Punteggio | Argento         | Punteggio | Bronzo              | Punteggio |
| -------------------- | ------------------ | --------- | --------------- | --------- | ------------------- | --------- |
| Maschile (dettagli)  | James Lichtenstein | 428,90    | Carlos Gimeno   | 425,30    | Constantin Popovici | 408,70    |
| Femminile (dettagli) | Rhiannan Iffland   | 359,25    | Simone Leathead | 314,50    | Maya Kelly          | 310,00    |

## Medagliere
| Pos.   | Paese       | Oro | Argento | Bronzo | Totale |
| ------ | ----------- | --- | ------- | ------ | ------ |
| 1      | Stati Uniti | 1   | 0       | 1      | 2      |
| 2      | Australia   | 1   | 0       | 0      | 1      |
| 3      | Canada      | 0   | 1       | 0      | 1      |
| 3      | Spagna      | 0   | 1       | 0      | 1      |
| 5      | Romania     | 0   | 0       | 1      | 1      |
| Totale | Totale      | 2   | 2       | 2      | 6      |